# Fabio Ceravolo
Fabio Ceravolo (Locri, 5 de marzo de 1987) es un futbolista italiano que juega de delantero en el Padova de la Serie C.

## Clubes
| Club               | País   | Año           |
| ------------------ | ------ | ------------- |
| Reggina Calcio     | Italia | 2005-2010     |
| Pro Vasto (cedido) | Italia | 2006          |
| Pisa (cedido)      | Italia | 2007          |
| Atalanta (cedido)  | Italia | 2009-2010     |
| Atalanta           | Italia | 2010-2011     |
| Reggina Calcio     | Italia | 2011-2012     |
| Ternana Calcio     | Italia | 2013-2016     |
| Benevento          | Italia | 2016-2018     |
| Parma (cedido)     | Italia | 2017-2018     |
| Parma              | Italia | 2018-2019     |
| Cremonese          | Italia | 2019-2021     |
| Padova             | Italia | 2021-presente |